# Pachycentrata taqueti
Pachycentrata
Genre
Espèce
Synonymes
- Pachybatrachus Baez & Rage, 1998
- Pachybatrachus taqueti Baez & Rage, 1998

Pachycentrata taqueti est une espèce d'amphibiens fossile de la famille des Pipidae, la seule et donc espèce type du genre Pachycentrata.

## Répartition
Cette espèce a été découverte dans la formation Ibeceten au Niger, elle date du Crétacé.

## Publication originale
- Báez & Rage, 2004 : Pachycentrata, a replacement name for Pachybatrachus Baez and Rage, 1998 (Amphibia, Anura). Ameghiniana, vol. 41, no 3, p. 346.
- Báez & Rage, 1998 : Pipid frogs from the Upper Cretaceous of In Beceten, Niger. Palaeontology, vol. 41, no 4, p. 669-691 (texte intégral).